# Cimetière militaire Pigeon Ravine d'Epehy
Le cimetière militaire Pigeon Ravine d'Épehy (Pigeon Ravine Cemetery) est l'un des 3 cimetières militaires de la Première Guerre mondiale situés sur le territoire de la commune d'Épehy (Somme). Les deux autres sont Épehy Wood Farm Cemetery et Domino British Cemetery, Épehy.

## Historique

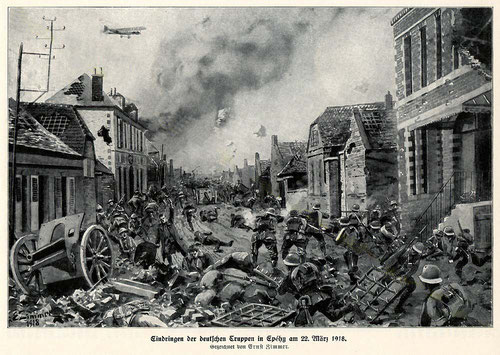
Gravure allemande: combats dans le Grande Rue d'Épehy.

Épehy fut occupé par les Allemands dès le début de la guerre le 28 août 1914 et le resta jusqu'en avril 1917, date à laquelle il fut repris par les forces du Commonwealth. Il fut perdu le 30 novembre 1917 lors des attaques allemandes de la bataille de Cambrai. Le secteur a finalement été abandonné par les Allemands le 18 septembre 1918 après de violents combats lors de la bataille d'Épehy.

## Localisation
Le cimetière Pigeon Ravine Cemetery est situé à 6 km au nord-est du village, sur le D103, en direction d'Honnecourt-sur-Escaut. Cimetière remarquable par sa situation dans un champ et son architecture, on y accède par un petit sentier gazonné. Il doit son nom à une tranchée nommée « Pigeon » sur les cartes militaires.

## Caractéristiques
Ce cimetière a été créé en octobre 1918 à l'endroit même où sont tombés de nombreux soldats britanniques lors des combats de fin septembre 1918, dont 79 soldats du Worcestershire Regiment tombés le dimanche 29 septembre 1918. Il contient les tombes de 137 soldats dont 16 ne sont pas identifiés.

## Galerie

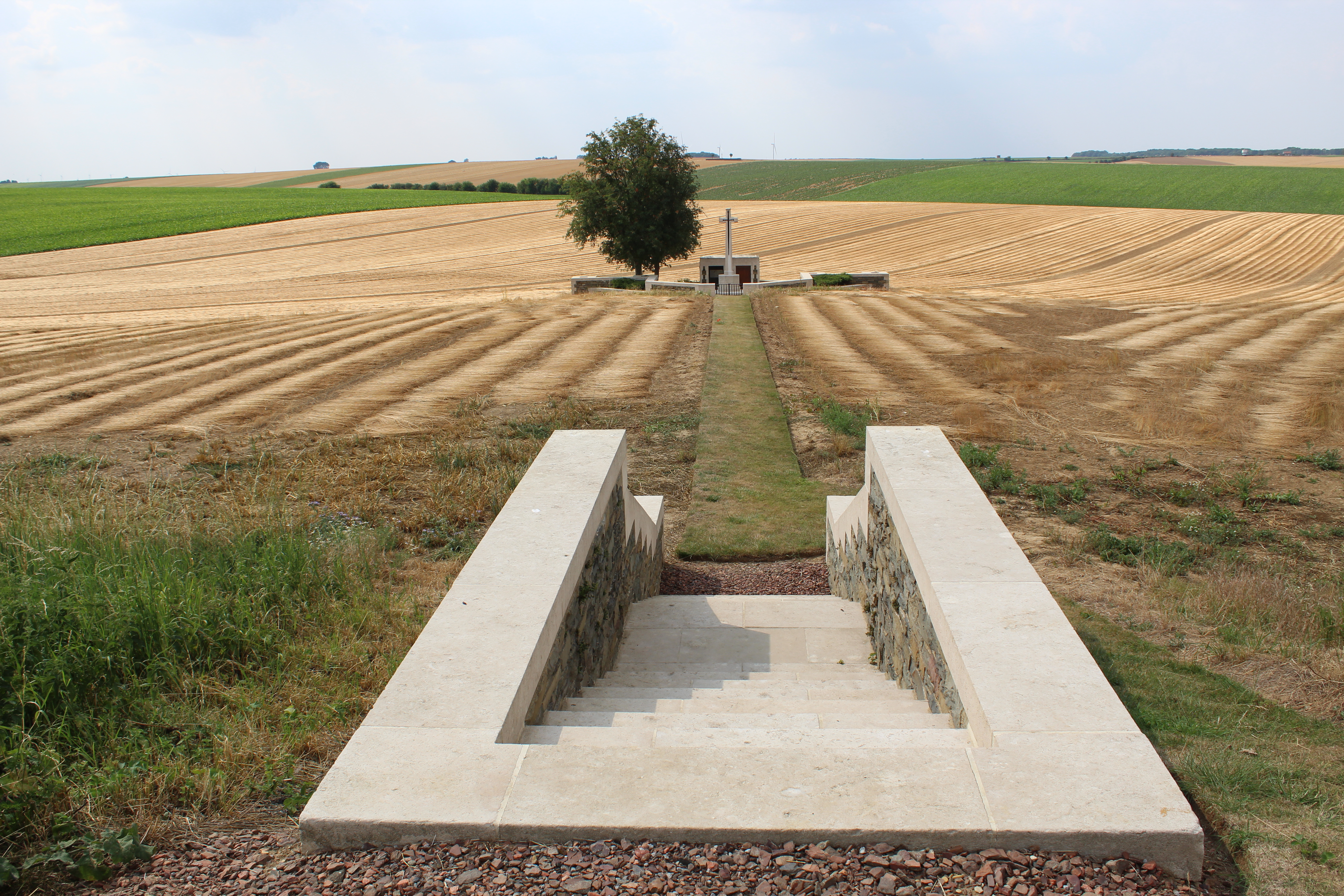
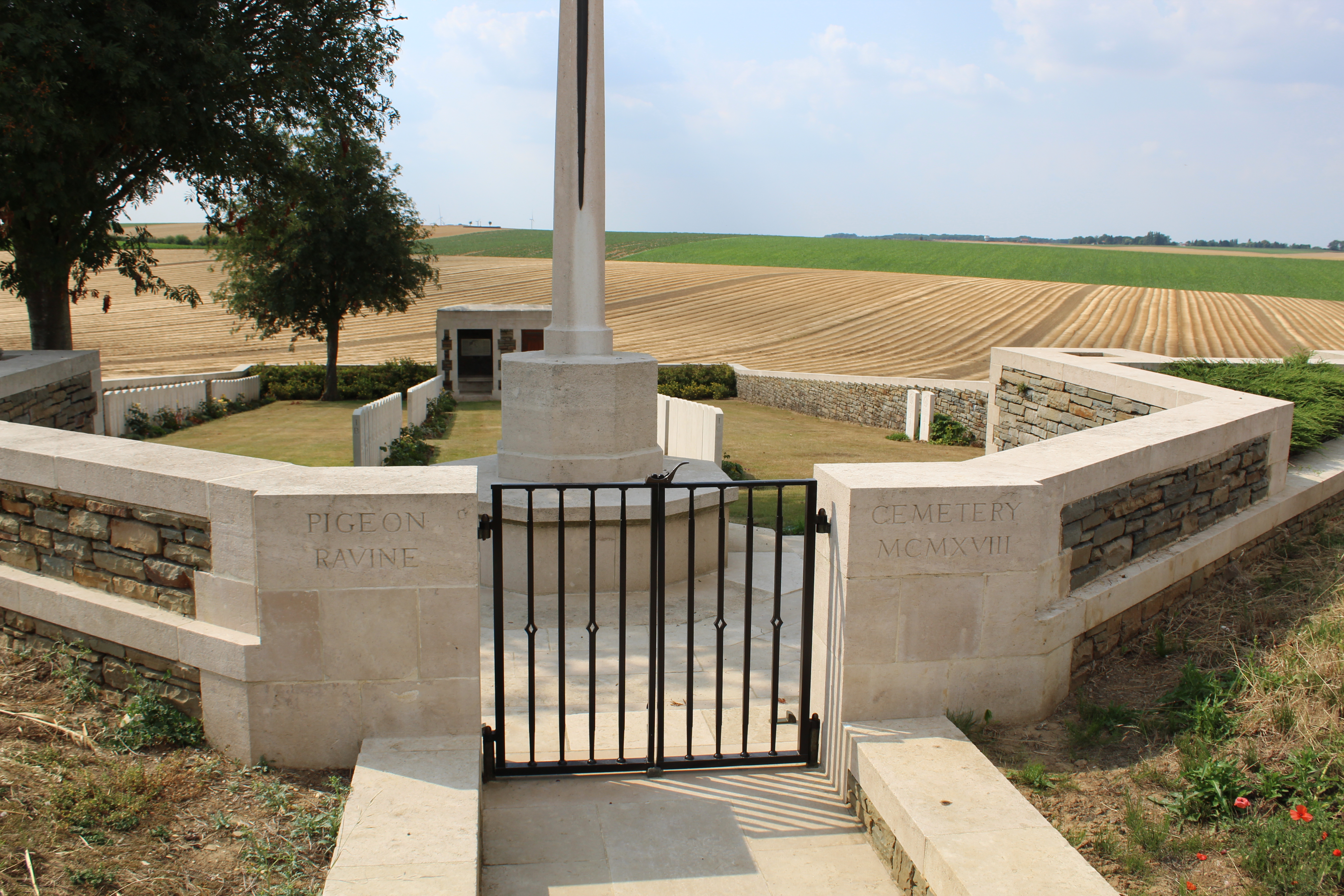
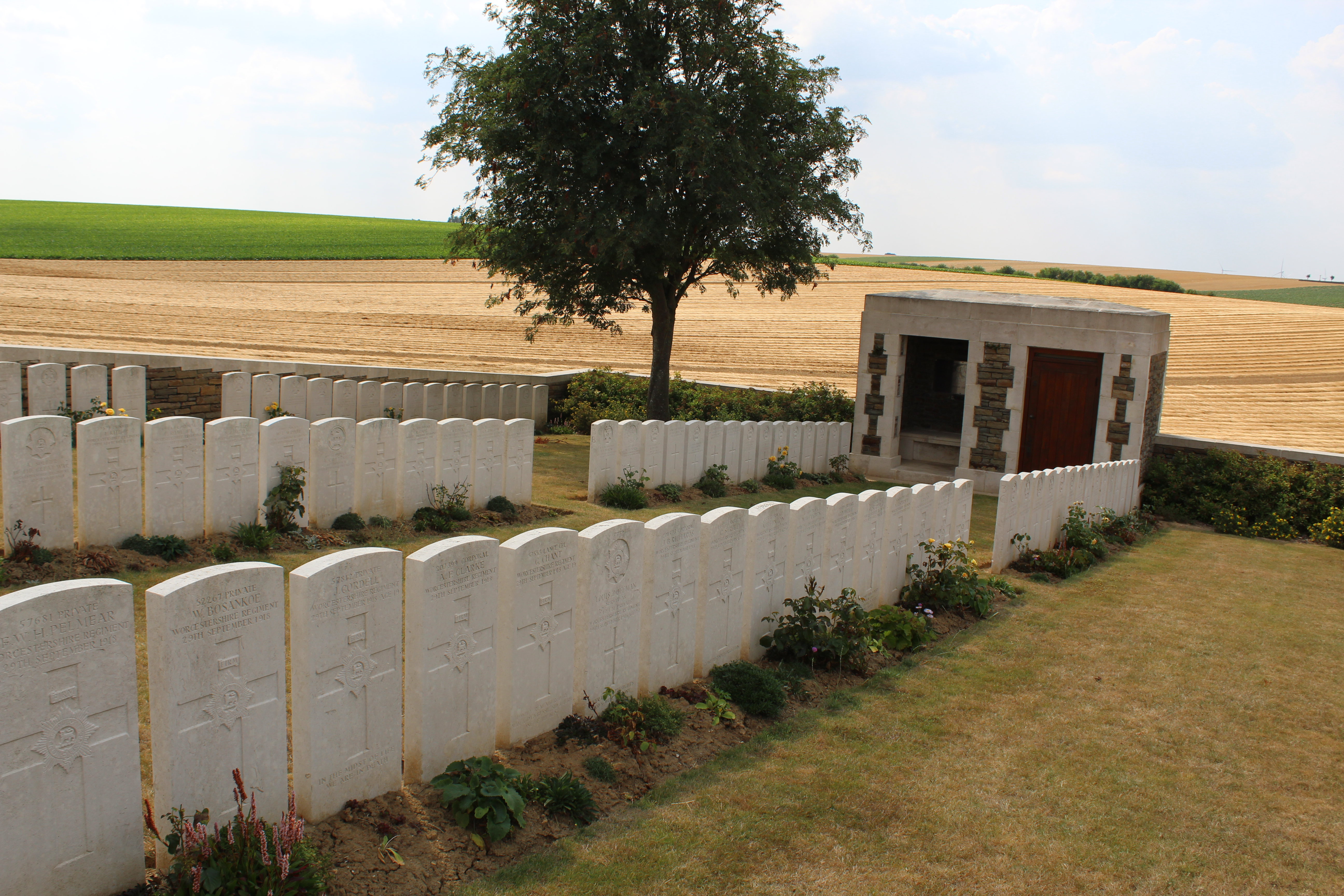
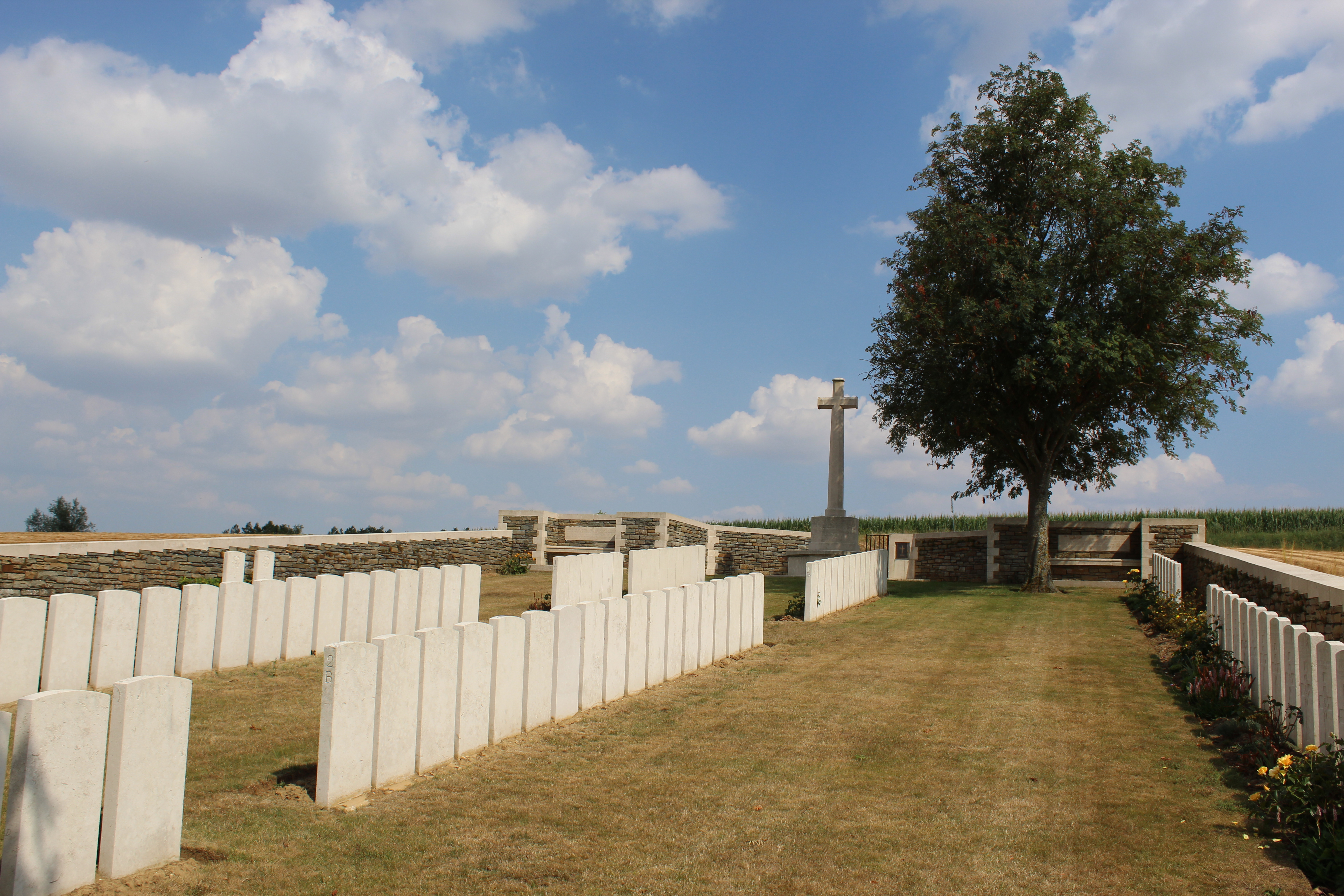
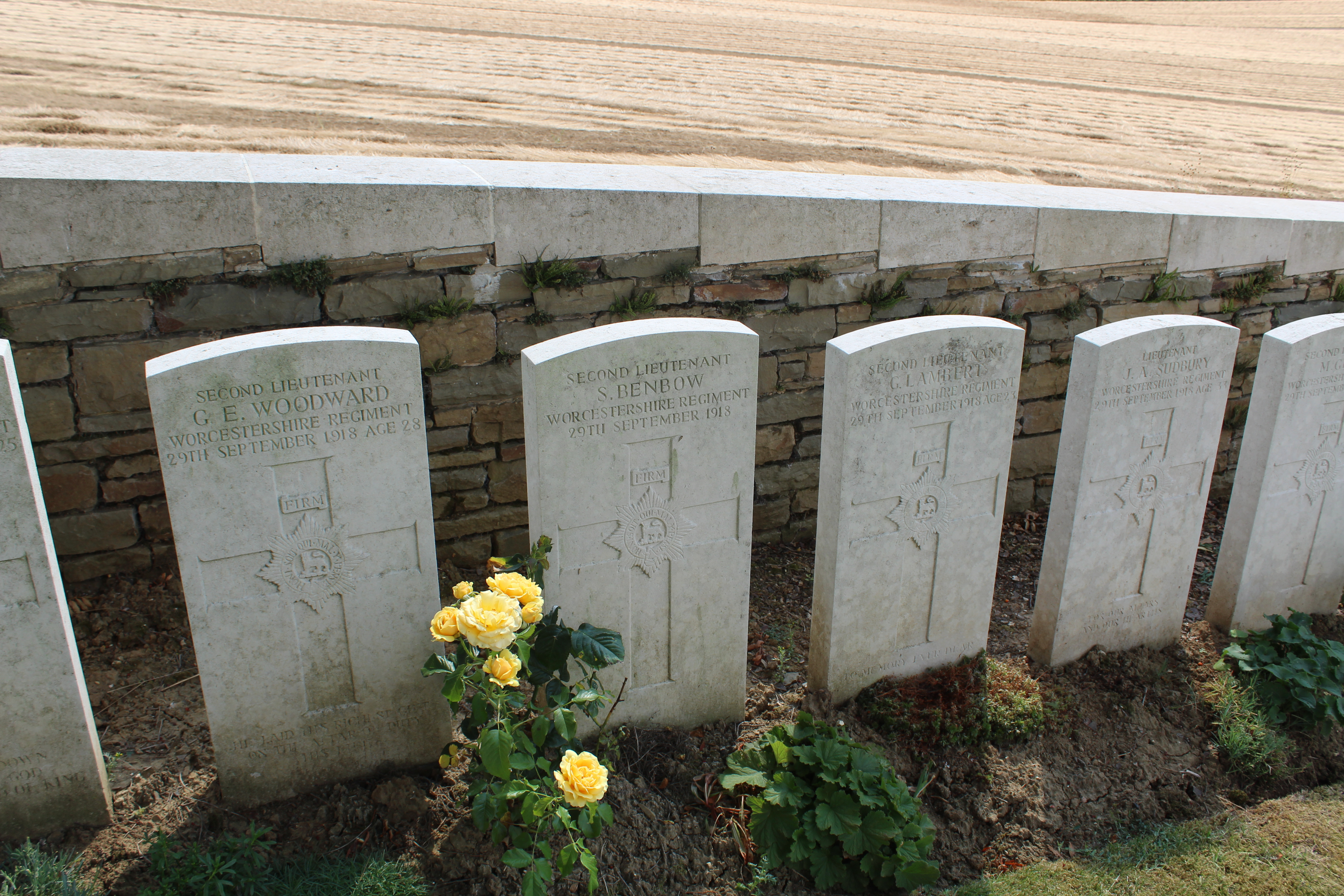
Tombes de soldats britanniques du Worcestershire Regiment tombés le 29 septembre 1918.

## Sépultures
| Pays        | Sépultures |
| ----------- | ---------- |
| Royaume-Uni | 137        |